# Jupiter Icy Moons Explorer
Jupiter Icy Moons Explorer (zkráceně JUICE) je kosmická sonda Evropské kosmické agentury (ESA), jejímž cílem je planeta Jupiter a její měsíce Ganymedes, Callisto a Europa, které jsou pokryty ledem.
Sonda odstartovala 14. dubna 2023 ve 12:14 UTC (14:14 SELČ), k Jupiteru by měla doletět v roce 2031. V roce 2034 by pak měla usadit na oběžné dráze Ganymeda a stát se tak první družicí obíhající měsíc jiné planety než Země.
Družice nese 10 vědeckých přístrojů. Cílem mise je zkoumat povrch těchto měsíců, led a vodu na jejich povrchu a prostředí okolí Jupitera, největší planety Sluneční soustavy a zároveň plynného obra.
Na projektu spolupracovalo 18 institucí a 83 společností z 23 zemí. V rámci mise bylo uzavřeno 116 průmyslových smluv. Celkem na misi pracovalo více 2000 lidí a celkové náklady činily přibližně 1,6 miliardy Euro.

## Projekt

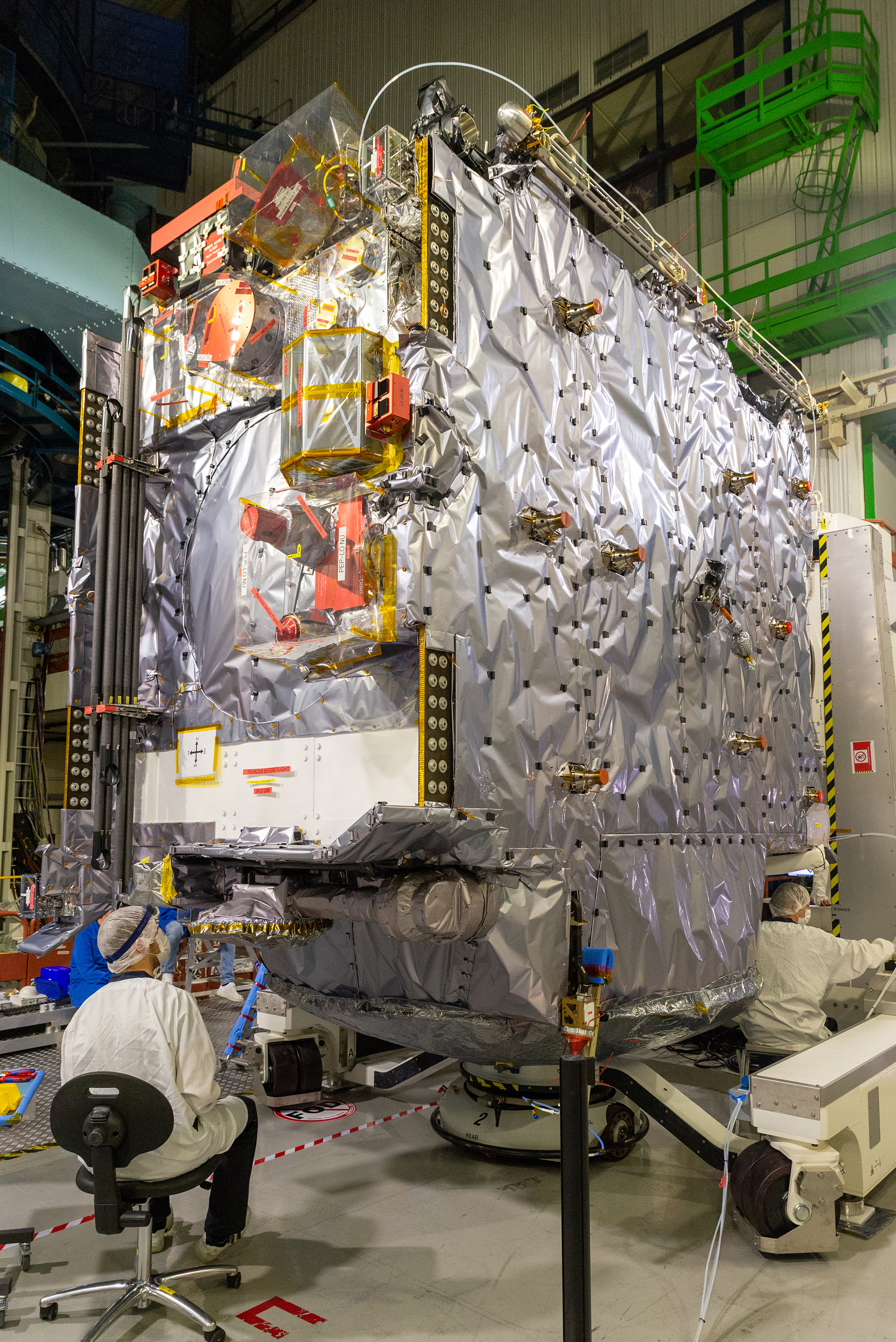
Sonda při posledních testech ve výrobním závodu

V březnu 2017 byly dokončeny plány sondy JUICE a její propojení s vědeckými přístroji a začala stavba prototypu, který byl pak testován, aby splnil všechny požadavky. Ověřovala se také kompatibilita sondy s nosnou raketou Ariane 5.
JUICE je první projekt ESA třídy L realizovaný v rámci programu Kosmická vize 2015–2025. Sonda odstartovala v roce 2023 a v roce 2031 by měla vstoupit na oběžnou dráhu kolem Jupiteru. Nejméně další 3 roky zde bude sonda sbírat vědecké informace. Prozkoumá Jupiterovy měsíce Europu, Ganymedes a Callisto. Ty ukrývají pod povrchem oceány kapalné vody. Jedná se tedy o prostředí, kde potenciálně mohl vzniknout život. Poté vstoupí sonda na oběžnou dráhu Ganymedu, největšího měsíce ve sluneční soustavě.

### Česká účast na projektu
Astronomický ústav Akademie věd České republiky navrhl pro JUICE napájecí systém, který bude získávat ze Slunce energii pro měřící přístroje elektrických proudů indukovaných tekoucí vodou pod zamrzlými oceány daných měsíců. Kromě toho Ústav fyziky atmosféry AV ČR vyvinul další zařízení pro JUICE, a to měřič radiových a plazmových vln pro okolí Jupiteru a jeho měsíců.

## Schéma letu

Schéma letu sondy od Země (tmavomodře) k Jupiteru (zeleně)

Cesta k Jupiteru bude sondě trvat osm let. Nejdříve letěla po eliptické oběžné dráze kolem Slunce, která ji v srpnu 2024 po několika drobných motorických korekcích dovedla zpět k Zemi. Tam sonda podstoupila svůj první gravitační manévr, dokonce dvojitý – po průletu kolem Měsíce 19. srpna se o den později prosmýkla kolem Země ve vzdálenosti 6 840 km nad jihovýchodní Asií a Tichým oceánem a změnila svou trajektorii o 100 úhlových stupňů směrem k Venuši.
Tam dorazí po roční cestě v srpnu 2025 a nechá se popohnat zpět, aby pří dvou zbývajících gravitačních manévrech při průletech kolem Země v září 2026 a lednu 2029 zvýšila svou rychlost – a tím i protáhla svou eliptickou dráhu – do té míry, aby v červenci 2031 doletěla až k oběžné dráze Jupiteru.
Zde se v červenci 2031 usadí na oběžné dráze Jupiteru a bude zkoumat jeho měsíce Ganymedes, Callisto a Europa. Přibližně o tři roky později, v prosinci 2034, přejde na oběžnou dráhu kolem Ganymedu. Koncem roku 2035 by jí měly dojít pohonné hmoty a měla by řízeně dopadnout na povrch Ganymedu.

## Technologie

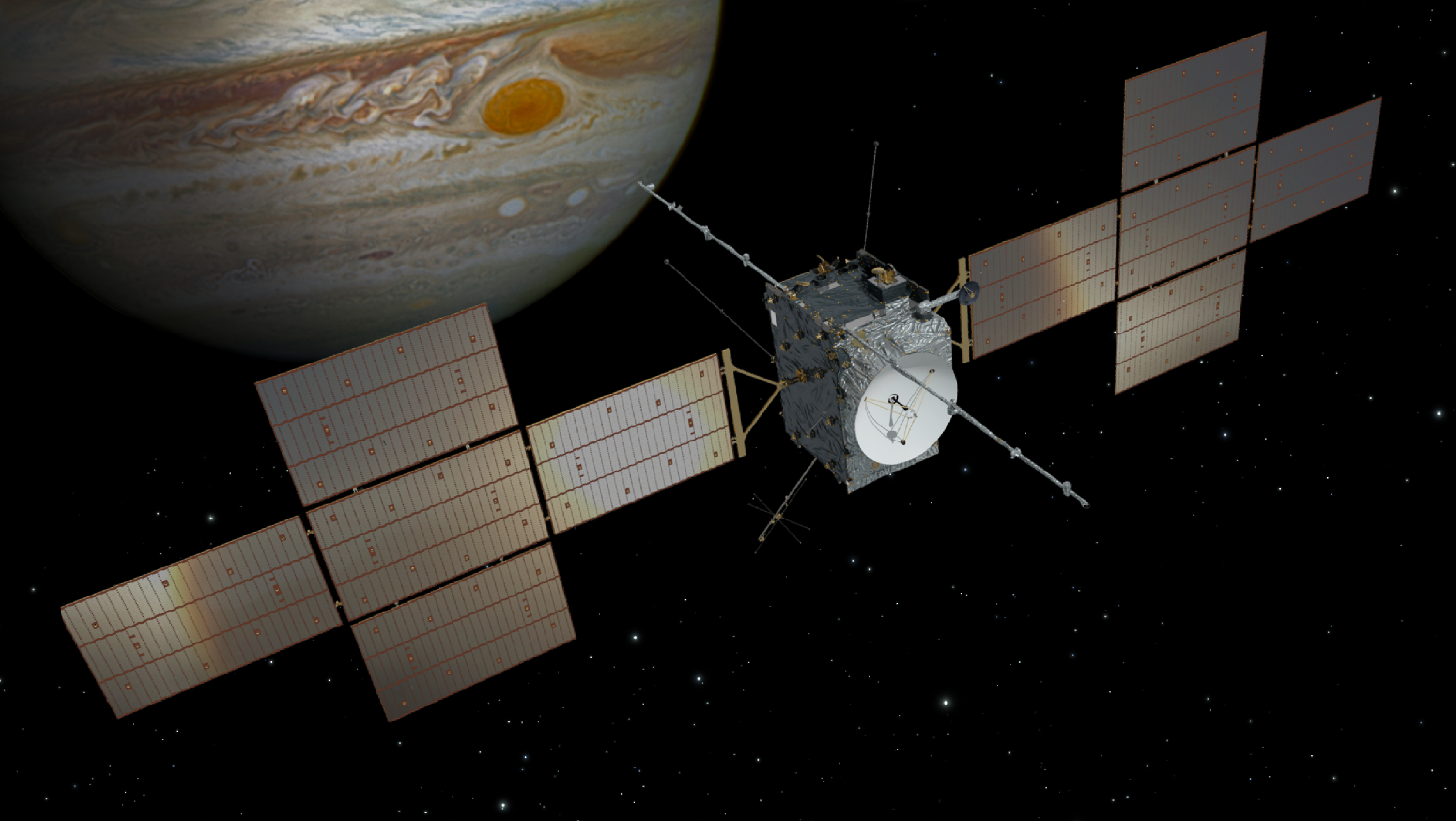
Vizualizace sondy JUICE

### Přístroje
Na palubě sondy je deset vědeckých přístrojů:
- JANUS – optická kamera, jejímž cílem je studování morfologie povrchu měsíců a mapování mraků v atmosféře Jupiteru,
- MAJIS – zobrazovací spektrometr pro mapování úkazů v troposféře Jupiteru a analýzu ledy a minerálů na povrchu jeho měsíců,
- UVS – ultrafialový spektrograf,
- SWI – spektrometr v podobě antény o průměru 30 cm, který má zkoumat mikrovlny,
- GALA – laserový výškoměr,
- RIME – ledem pronikající radar,
- J-MAG – magnetometr,
- PEP – soubor šesti senzorů určených ke zkoumání plazmatu v okolí Jupiteru,
- RPWI – zařízení pro výzkum rádiových a plazmových vln, na vývoji tohoto přístroje se podílel Ústav fyziky atmosféry AV ČR,
- 3GM – přístroj ke studiu gravitačního pole.

### Pohon
JUICE má hlavní motor schopný vyvinout tah 425 Newtonů. Má chemický pohonný systém využívající mono-methylhydrazin (MMH) jako palivo a oxidy dusíku (MON) jako okysličovadlo. Stabilita sondy je pak zajištěna systémem setrvačníků.

### Napájení
Hlavním zdrojem energie sondy je 10 solárních panelů sestavených do dvou krizových formací po stranách sondy. Rozměry každého z panelů jsou 3,5 × 2,5 metru. Celková plocha solárních panelů je 85 m². Celkem sestávají z 23560 článků. Vývoj solárních panelů sondy JUICE probíhal ve společnosti Leonardo, testování pak v Industrieanlagen-Betriebsgesellschaft mbH v Německu a Airbus Defense and Space v Nizozemsku. Solární panely budou muset odolat teplotním rozdílům od −230 °C do +110 °C. Solární panely mají největší rozměry v historii. Výkon solárních panelů je 850 Wattů.

## Vývoj
Vývoj technologií probíhal v řadě technologií a vědeckých pracovišť, přičemž jejich činnost byla zastřešena společností Airbus Defence and Space se sídlem v Toulouse.